# Nafpaktía
Nafpaktía o Naupaktía (griego: Ναυπακτία) es un municipio de la República Helénica perteneciente a la unidad periférica de Etolia-Acarnania de la periferia de Grecia Occidental.
El municipio se formó en 2011 mediante la fusión de los antiguos municipios de Antirrio, Apodotía, Chalkeia, Naupacto (la actual capital municipal, de la cual toma el municipio el nombre), Plátanos y Pyllini, que pasaron a ser unidades municipales. El municipio tiene un área de 876,21 km².
En 2011 el municipio tenía 27 800 habitantes.
Se sitúa en la esquina suroriental de la unidad periférica y por el sur tiene costa en el golfo de Patras y en el golfo de Corinto. Entre ambos golfos, en el término municipal de Nafpaktía se halla el puente de Río-Antirio, que conecta el oeste del Peloponeso con el noroeste del país.